# Église Saint-Maclou de Moisselles
Pour les articles homonymes, voir Église Saint-Maclou.
L'église Saint-Maclou est une église catholique située à Moisselles dans le Val-d'Oise.

## Historique
La façade nue de cette église rustique et ses murs extérieurs dépourvus de toute ornementation n'indiquent pas qu'il s'agit à la base d'un édifice de style Renaissance de 1645, dont le chœur est attribué au maître-maçon Nicolas de Saint-Michel. Édifiée sur un terrain argileux instable, l'église donne de sérieux signes d'affaissement ; son clocher penche depuis 1842. 
L'église se compose d'une nef de cinq travées, sans compter le chevet polygonal ; d'un bas-côté sud devant la troisième, quatrième et cinquième travée de la nef ; et d'un clocher latéral à gauche de la façade occidentale. Les deux premières travées de la nef sont légèrement plus petites que les autres. 
Les baies et ouvertures sont plein cintre, sauf au chœur, dont les fenêtres sont des ogives aigües. Aucune baie n'est dotée d'un remplage. 
À l'intérieur, l'église abrite une dalle funéraire d'une dame d'Attainville, un lutrin en bois sculpté du XVIIe siècle et une Vierge en pierre du XVIIIe siècle. L'unique objet classé est la cloche de 1729 qui est appelée « Marie-Jeanne »,,. 
De très gros travaux de restauration et de sauvetage de l'église ont été effectués entre 1994 et 2010 permettant de stopper l'inclinaison dangereuse du clocher (ce dernier continue toujours d'être légèrement incliné faute au terrain instable) et également la restauration complète de la nef et du chœur de l'église très sévèrement abimés à la suite des précédentes inondations du Petit Rosne passant a une dizaine de mètres en sous-sol.

## Galerie

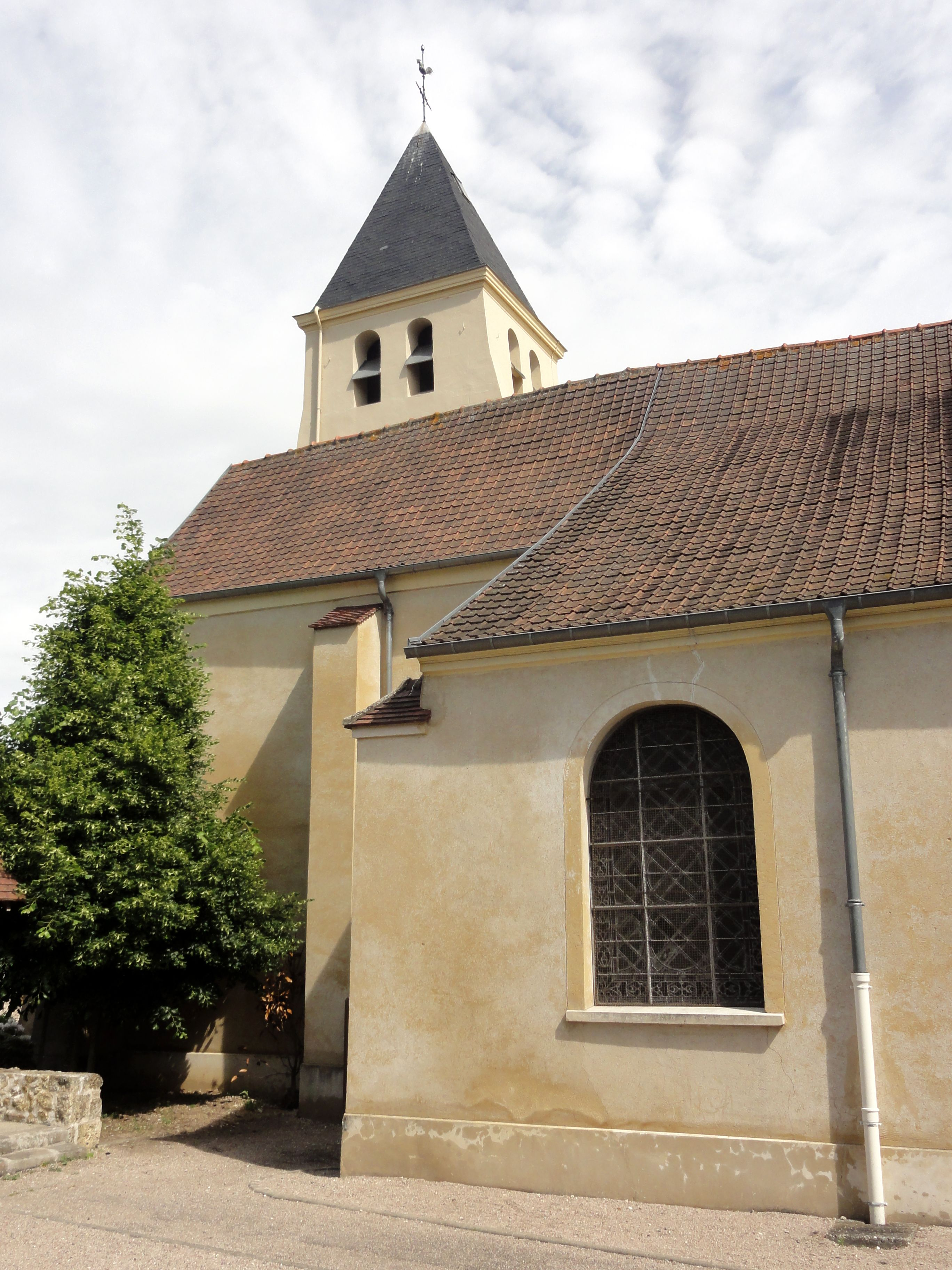
L'église côté Est en 2013.
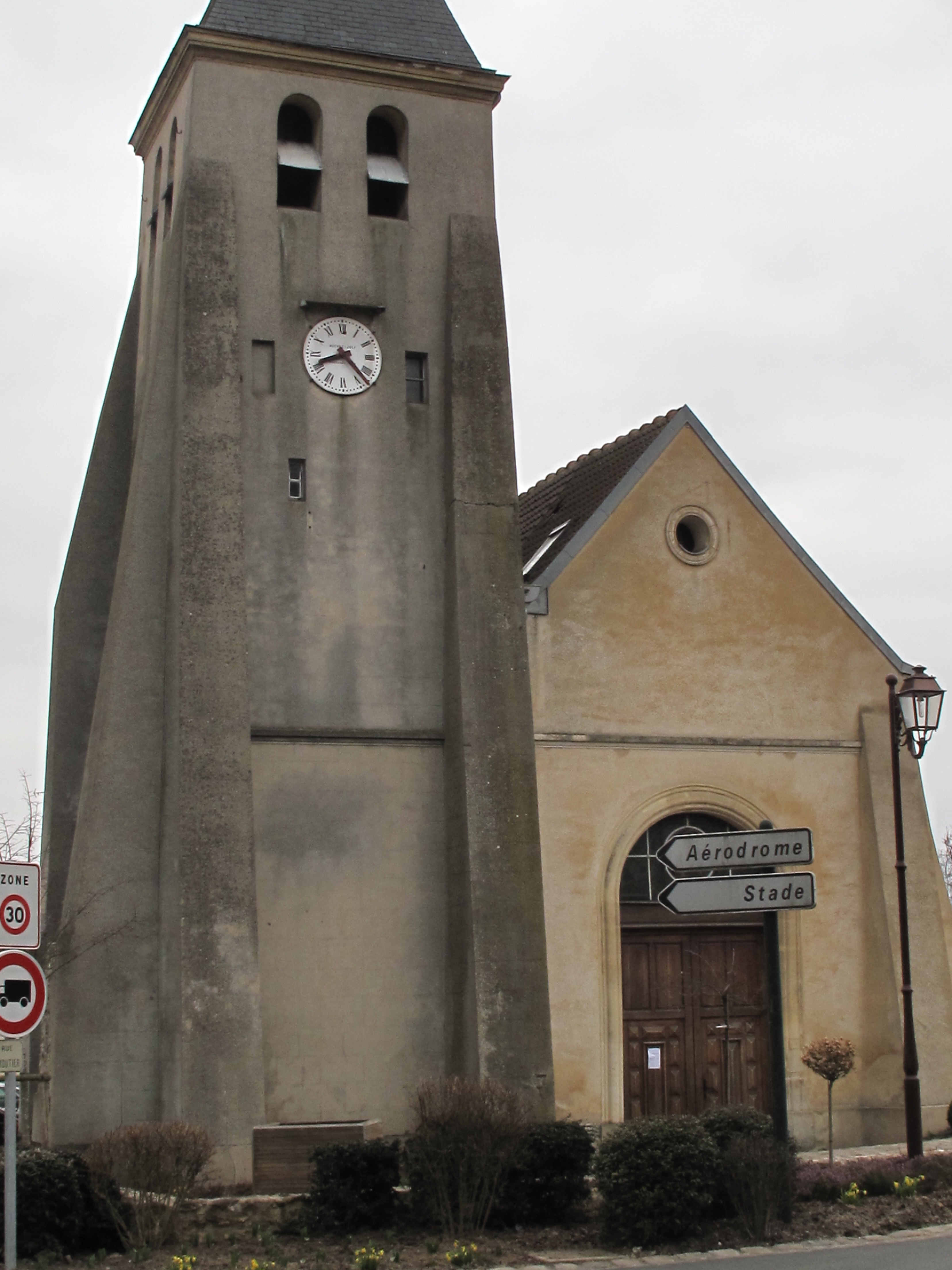
La façade en 2010 avant son ravalement.